# (31685) 1999 JB25
1999 JB25 (asteroide 31685) é um asteroide da cintura principal. Possui uma excentricidade de 0.15537240 e uma inclinação de 13.47001º.
Este asteroide foi descoberto no dia 10 de maio de 1999 por LINEAR em Socorro.